# Cultura arqueológica de Los Millares

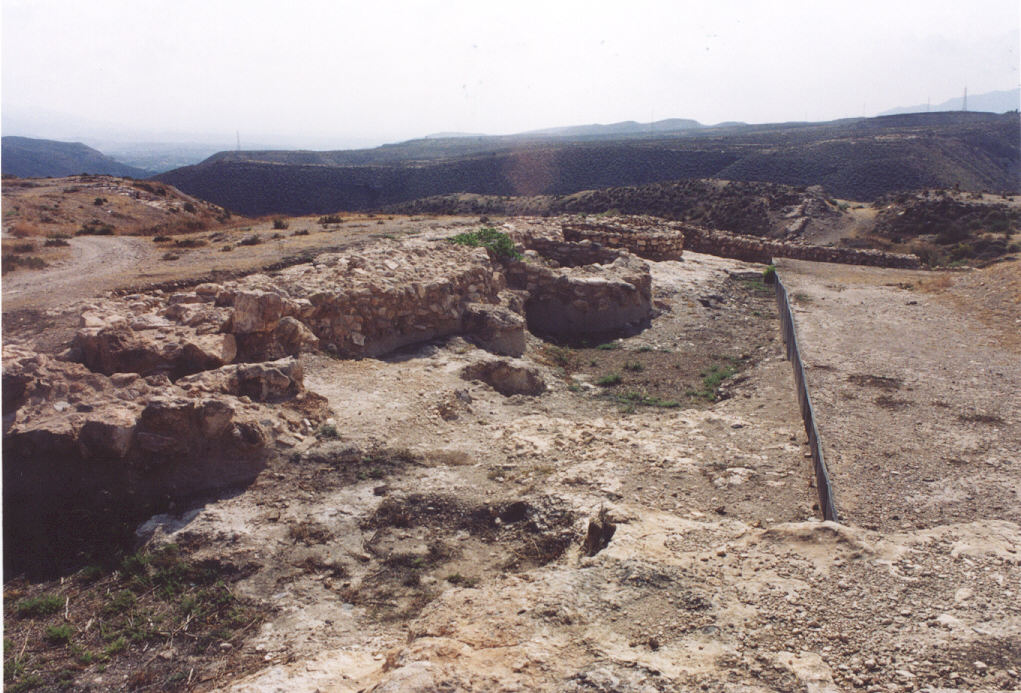
Lienzo de una de las murallas del poblado Los Millares en el que se aprecian dos bastiones adosados.

A la cultura arqueológica de Los Millares se la ha considerado como el motor del aumento de la complejidad cultural que se dio en el sudeste de la península ibérica durante la Edad del Cobre. Este complejo prehistórico se extendió por Andalucía oriental y el Levante español entre las postrimerías del IV milenio a. C. y el final del III. Su exponente principal es el yacimiento epónimo de Los Millares, en el municipio de Santa Fe de Mondújar, Almería, España.

## Medio ambiente y cronología
Los yacimientos calcolíticos del sudeste peninsular se extienden por Almería, Granada, Murcia y Alicante, provincias que componen, actualmente, el área más seca de toda Europa. Las cordilleras Béticas actúan de barrera para los vientos húmedos del Atlántico así que estas áreas reciben sólo entre 200 y 400 mm de lluvia al año.
Según algunos autores, los grupos millarenses serían herederos de la neolítica cultura de Almería y se habrían desarrollado entre el 3100 a. C. y el 2200 a. C., aproximadamente. Otros investigadores discuten la existencia de tales grupos neolíticos, relacionando sus supuestos restos materiales con una fase temprana millarense, que abarcaría desde el 3500 a. C. hasta el 2250 a. C.

## Yacimientos
Son, en general, asentamientos con una cierta entidad (una hectárea normalmente) y nivel de urbanización, dedicados a la explotación de sus respectivos territorios: Almizaraque (Bajo Almanzora), Terrera Ventura (Tabernas), El Tarajal (Campo de Níjar), El Malagón (Cúllar), Las Angosturas, Cerro de la Virgen, Cabezo del Plomo (Mazarrón), Les Moreres (Crevillente), etc. La excepción es el poblado de Los Millares que llegó a ocupar entre 4 y 5 h, lo que lo convierte en un posible lugar central.
Entre las características comunes a casi todos estos yacimientos destacarían:
- La presencia de fortificaciones, lo que contrasta con las poblaciones neolíticas precedentes, dispersas y con pocas protecciones (una excepción sería Almizaraque, que sólo tenía un débil muro de cierre).[5]
- Viviendas de planta circular de hasta seis metros de diámetro y construidas en piedra.
- Necrópolis en el exterior de los poblados, con abundancia de enterramientos megalíticos colectivos, tipo tholos en las zonas bajas y también cuevas e hipogeos hacia el interior.
- Temprana metalurgia del cobre.
- Auge de los intercambios.

A excepción de Los Millares, el resto de poblados no se diferencia entre sí ni por sus tamaños ni por la monumentalidad; los contrastes sólo aparecen en los ajuares correspondientes a los enterramientos. Estos últimos se caracterizan por su gran tamaño: los tholoi suelen estar formados por una cámara circular de hasta seis metros de diámetro cubierta por una falsa cúpula, cámaras laterales secundarias, corredores de acceso divididos en secciones por unas losas perforadas y un túmulo de tierra recubriéndolo todo.

## Economía

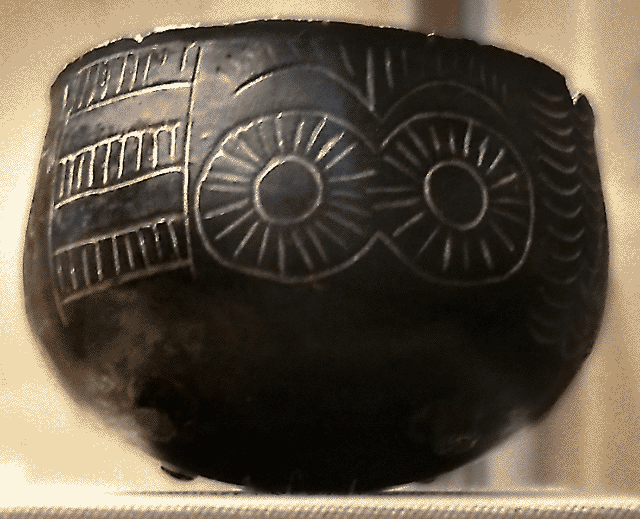
Cuenco de Los Millares.

Mientras que los poblados de las zonas cercanas al mar controlaban las vegas más fértiles, lo que indicaría una clara dedicación a la agricultura, los de las tierras altas estaban situados en pasos naturales y áreas de pastos, ideales para dominar el comercio y la ganadería. Entre los cultivos preponderantes se encontraban los cereales (trigo y cebada) y las leguminosas (haba y lenteja). Además de los cultivos de secano, hay indicios de que se practicaba también una agricultura de regadío (en las excavaciones del Cerro de la Virgen apareció una acequia claramente calcolítica). La cabaña ganadera estaba constituida por cabras, ovejas, bóvidos y équidos, de los cuales no solo se extraerían carne y pieles, sino que se obtendrían numerosos recursos secundarios, como son la leche (y su derivado el queso), el estiércol, la tracción y la carga. Asimismo, la caza (ciervos, jabalíes, uros, etc) tendría un peso sustancial en la dieta de estas poblaciones, aportando hasta una quinta parte de la carne consumida.
Aunque la mayoría de las actividades artesanales se realizaban en los entornos domésticos, la producción de algunos bienes hubo de requerir la presencia de especialistas; este sería el caso de algunas cerámicas muy homogéneas y la razón de la existencia del taller metalúrgico de Los Millares. Las redes comerciales debieron unir todo el sudeste peninsular, llegando a alcanzar el Atlántico y Norte de África, hecho constatado por la presencia en los enterramientos de campaniformes marítimos, marfil y huevos de avestruz.
En los ajuares funerarios aparecen ya artefactos de cobre fundido como hachas planas, cinceles o puñales triangulares, pero la mayor parte de los útiles encontrados estaban fabricados en piedra tallada (puntas de flecha bifaciales o alabardas) o pulida (hachas, azuelas e ídolos). También se utilizaban el hueso y el asta para realizar punzones, agujas o botones. La cerámica es habitualmente tosca y lisa, abarcando básicamente cuencos, platos y cubiletes, aunque también se encuentran vasos simbólicos (con oculados y soliformes) y campaniformes.

## Sociedad
Gracias al estudio de los restos hallados en las necrópolis (sobre todo de Los Millares) los investigadores han llegado a la conclusión de que ésta era una sociedad en proceso de jerarquización. Según Chapman, aunque las sepulturas son colectivas y, por tanto, representativas de un grupo familiar, entre ellas hay claras diferencias, que se aprecian en su mayor o menor complejidad arquitectónica y en la riqueza de los ajuares que contienen. Además, las tumbas más complejas y ricas se encuentran más cerca de la muralla, en el interior de ellas se ha detectado una cierta compartimentación del espacio y no todos los miembros de la comunidad eran enterrados en ellas (en Los Millares se han hallado unos mil esqueletos). Todo ello lleva a suponer (a falta de pruebas categóricas) que unas incipientes élites comenzaban a diferenciarse del resto de la población.

## Interpretaciones

### Orígenes
A grandes rasgos, dos han sido las líneas de interpretación mediante las cuales se ha querido explicar el origen de la complejidad cultural en el sudeste ibérico durante el Calcolítico:
- la tesis difusionista u orientalista;
- la explicación evolucionista o autoctonista.

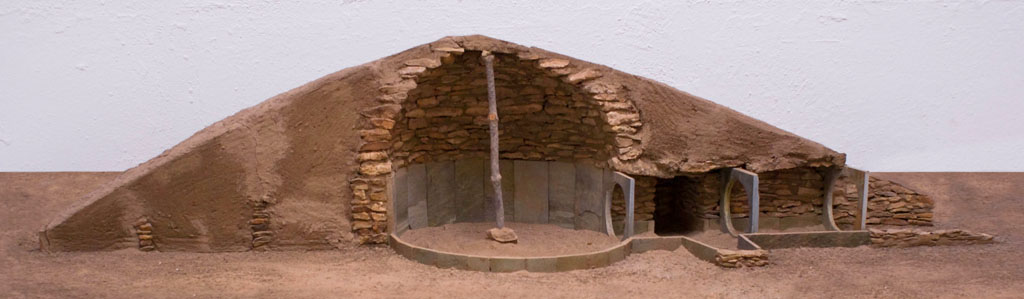
Enterramiento de Los Millares.

Los hermanos Siret, basándose en ciertas similitudes con los artefactos hallados en Troya por entonces, desarrollaron la teoría de que las técnicas y los materiales hallados en Los Millares eran el resultado de la influencia de navegantes fenicios. Según ellos, los orígenes de la metalurgia y del megalitismo en la península ibérica serían alóctonos, introduciéndose por primera vez el término colonia para designar los asentamientos del sudeste español.
Posteriormente, Bosch Gimpera utilizó la teoría de los círculos culturales para explicar el despliegue cultural del sudeste, asociándolo a la interrelación y subsiguiente evolución local de unos supuestos grupos norteafricanos que habrían emigrado durante el Neolítico a dicha región; asimismo, consideraba íntimamente relacionados los complejos de Los Millares y Vila Nova. Georg y Vera Leisner criticaron esta argumentación, reformulando la idea de que la llegada de colonos orientales estuvo en el origen de la complejidad cultural en la región.
En los años 50/60, las tesis de Childe impulsaron a muchos investigadores a creer que era consecuencia de la llegada de colonos cicládicos, debido a los paralelos tipológicos que existían entre las fortificaciones, tumbas de cúpula y ciertos objetos más a ambos lados del Mediterráneo. El problema es que en la península ibérica no se han encontrado materiales de importación oriental más antiguos que unas cerámicas micénicas halladas en Córdoba y datadas hacia el 1300 a. C. o el 1500 a. C. (las dataciones calibradas de Carbono 14 sitúan cronológicamente Los Millares entre 3100-2200 a. C.). Por otro lado, los ídolos oculados, la cerámica acanalada o pintada y las coladas de cobre del sudeste peninsular tienen características propias, diferentes de los supuestos modelos orientales.
Por todo ello los investigadores tuvieron que reformular sus teorías:
- unos, hacia un difusionismo no colonial, basado en el flujo a través del Mediterráneo de las ideas, sin movimiento de pueblos;
- otros, rechazando totalmente el modelo difusionista, pero sin plantear alternativas;
- y un tercer grupo que también rechaza el modelo clásico, pero lo hace adoptando otros que contemplan una concepción cultural integrada basada en el funcionalismo o el materialismo.[15]

Actualmente la mayoría de los estudiosos opinan que los cambios culturales y sociales que se dieron en el área de Los Millares durante la Edad del Cobre fueron la consecuencia de una evolución autóctona. El problema está en la falta de datos arqueológicos que, por ahora, impiden ofrecer una imagen más completa del alcance de esta evolución.

### Organización social

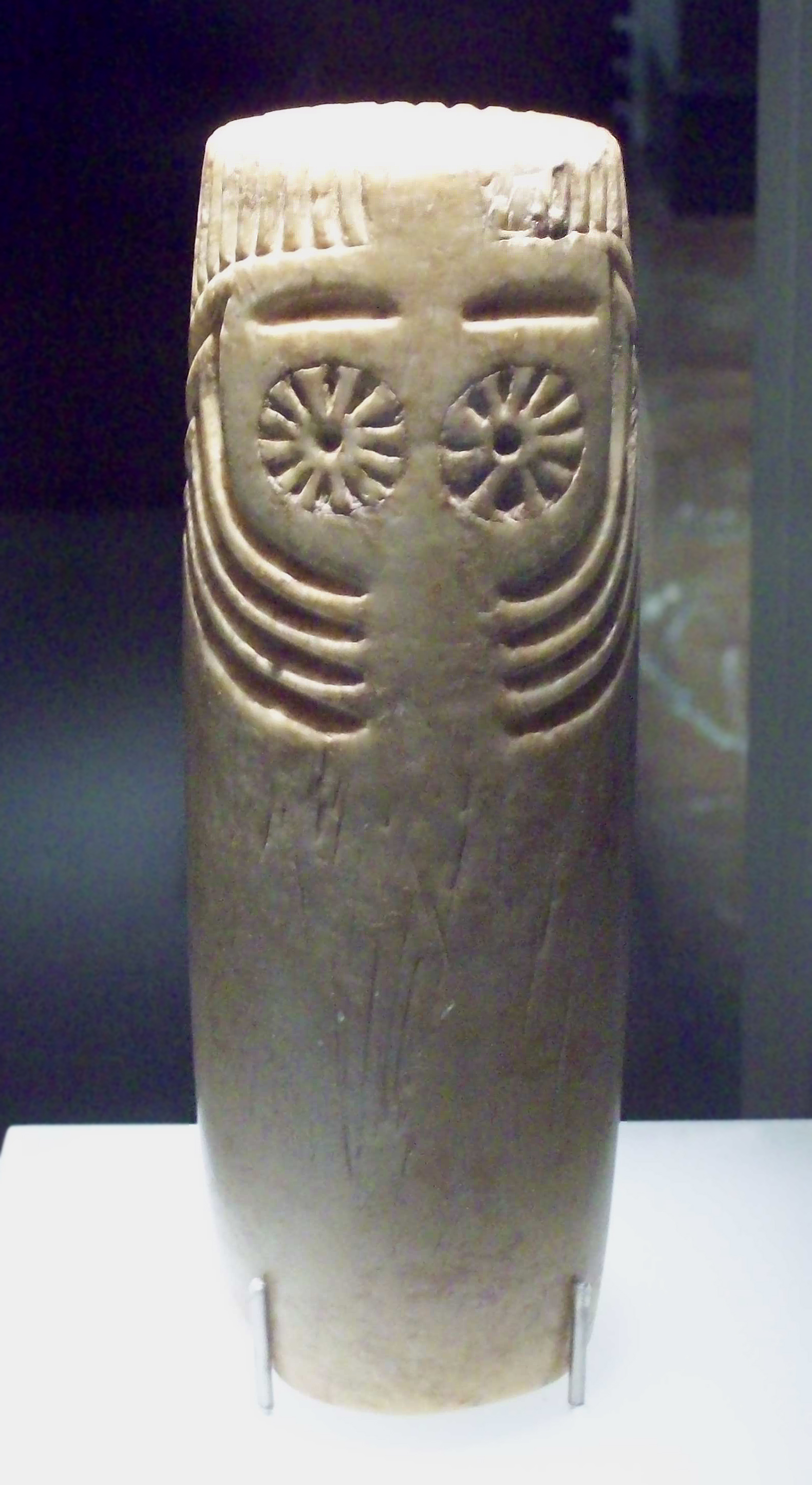
ídolo oculado calcolítico.

Agotado el debate cronogeográfico, los investigadores se volcaron en el ámbito de la reconstrucción social calcolítica y, para ello, dos han sido los principales modelos utilizados:
- el funcionalista, basado en el análisis de los servicios prestados dentro de las comunidades y las respuestas adaptativas a unas realidades cambiantes;
- el materialismo histórico, fundamentado en los factores socioeconómicos.

Siguiendo los modelos funcionalistas de Renfrew, R.W. Chapman y C. Mathers consideran que las necrópolis millarenses reflejan una incipiente jerarquización social y explican su origen en la necesidad de garantizar el suministro regular del agua para una agricultura progresivamente intensificada, servicio gestionado por unos dirigentes que actuaban como redistribuidores. Éstos, para diferenciarse, crearon una economía de bienes de prestigio cuyos exponentes principales serían los objetos realizados en cobre.
Desde la óptica del materialismo, A. Ramos Millán cree que el aumento demográfico provocó una intensificación y expansión territorial que desembocó en la competencia entre las comunidades, rompiéndose los lazos de parentesco tradicionales, aumentando la conflictividad y diferenciándose unos grandes hombres que fueron los que controlaron este proceso. Para A. Gilman Guillén la coacción ligada al progresivo militarismo (constatado en el aumento de las fortificaciones y armas) sería la clave de la estratificación social, desencadenada gracias a la intensificación agraria conseguida mediante la irrigación y el policultivo mediterráneo (olivo y vid). Mientras, la metalurgia jugaba un papel secundario, sirviendo para acumular y ostentar la riqueza conseguida gracias a la coacción.

### Medio ambiente
Casi todos estos autores coinciden en que las condiciones ambientales durante el Calcolítico del sudeste español eran similares a las actuales, algo en lo que no está de acuerdo A. Hernando Gonzalo, quien, basándose en los datos paleobotánicos y faunísticos de que disponemos, cree que ha habido un significativo cambio ecológico debido a razones antrópicas.